# Descubrimiento y colonización de Hawái

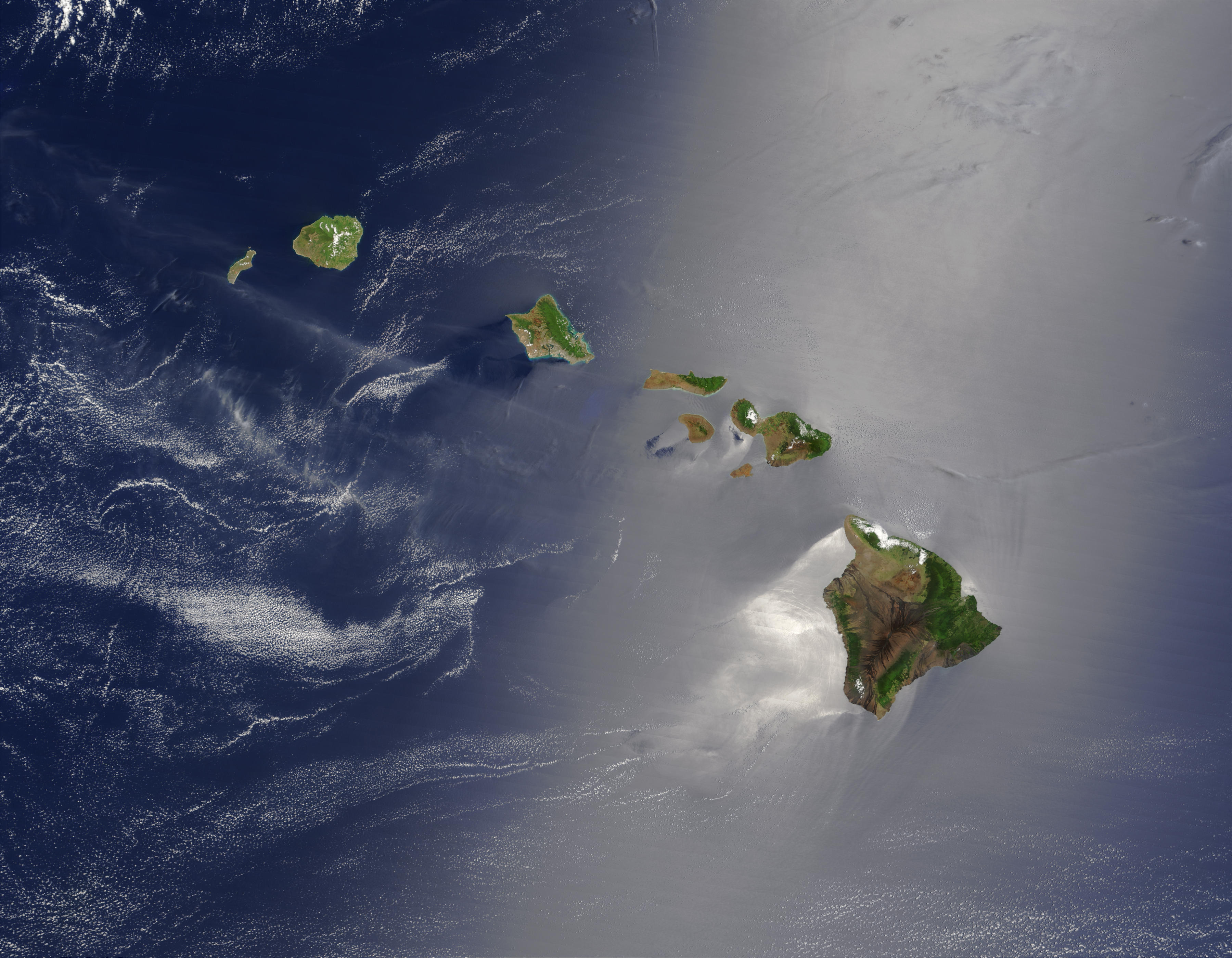
Vista satelital del archipiélago de Hawái.

El descubrimiento y colonización de Hawái por parte de sus primeros habitantes no tiene una fecha exacta, sin embargo la datación por radiocarbono de alta precisión utilizando análisis de higiene radiométrica y selección de muestras de identificación taxonómica, coloca el primer asentamiento inicial de las islas hawaianas en algún momento entre 1219 y 1266, procedente de asentamientos anteriores establecidos por primera vez en las Islas de la Sociedad entre 1025 y 1120, y de las Islas Marquesas en algún momento entre 1100 y 1200.

## Población hawaiana antigua
El modelo frecuentemente hipotetizado de crecimiento poblacional constante es que una vez que las personas llegaron por primera vez, el crecimiento de la población fue constante hasta la llegada de James Cook y, por lo tanto, se detuvo por enfermedades y luego disminuyó rápidamente. Sin embargo, esta teoría se basa en una fecha hipotética de establecimiento de que la datación por radiocarbono en Hawái ha refutado, así como el crecimiento lineal en las islas. A pesar de esto, esta teoría todavía se usa para respaldar una estimación de entre 800 000 y 1 000 000 de personas en 1778.
La constante teoría del crecimiento de la población de Hawái tiene escaso respaldo de los datos arqueológicos y esto se contradice con la evidencia paleoambiental y la datación por radiocarbono de los sitios históricos. Porque a medida que aumenta la población también lo hace su huella en la tierra ya que cada vez más personas requerirían más y más comida, luz y calor; por lo tanto, habría más incendios y, por lo tanto, se produciría más carbón de leña en función del número de personas. En consecuencia, la evidencia indica más bien un modelo interesante de crecimiento demográfico detenido, especialmente como consecuencia de la vida en la isla. Esta teoría encuentra corroboración en los censos arqueológicos de sitios de habitación abandonados en la isla de sotavento de Hawái y la isla de Kahoolawe que indican que los niveles de población alcanzaron un pico antes de la llegada de Cook. El modelo de crecimiento detenido encaja bien con una población estimada de pre-contacto de entre 100 000 y 150 000, derivada principalmente del estudio de registros históricos.
Las estimaciones de población basadas en un descubrimiento y asentamiento inicial de la fecha de asentamiento de Hawái, alrededor del año 1150, y una tasa de crecimiento propuesta en el más alto del mundo, y basándose en la evidencia paleoambiental del primer impacto humano en la tierra contradice completamente la constante teoría del crecimiento de la población. En cambio, la curva de población estimada se puede dividir en tres secciones, pre-asentamiento donde no había personas, la fase de crecimiento de asentamiento inicial de aproximadamente 100 personas alrededor de 1150 hasta el pico de la población en 1450 de aproximadamente 150 000 personas. La tercera fase, entre 1450 y 1778, reflejó una población relativamente estable, donde aparentes descensos que fueron seguidos por períodos de crecimiento.
A medida que la población creció también lo hizo su huella agrícola —tala de bosques por quema— y la construcción de heiau en esos sitios, así como la disminución de las plantas. Los datos paleoambientales mostraron que durante 1450-1778 el ritmo de construcción de heiau se redujo drásticamente al igual que el despeje de tierras agrícolas. Por consiguiente, la población estimada en 1778 alrededor de la llegada de Cook estaba entre 110 000 y 150 000.

### Contacto pre occidental

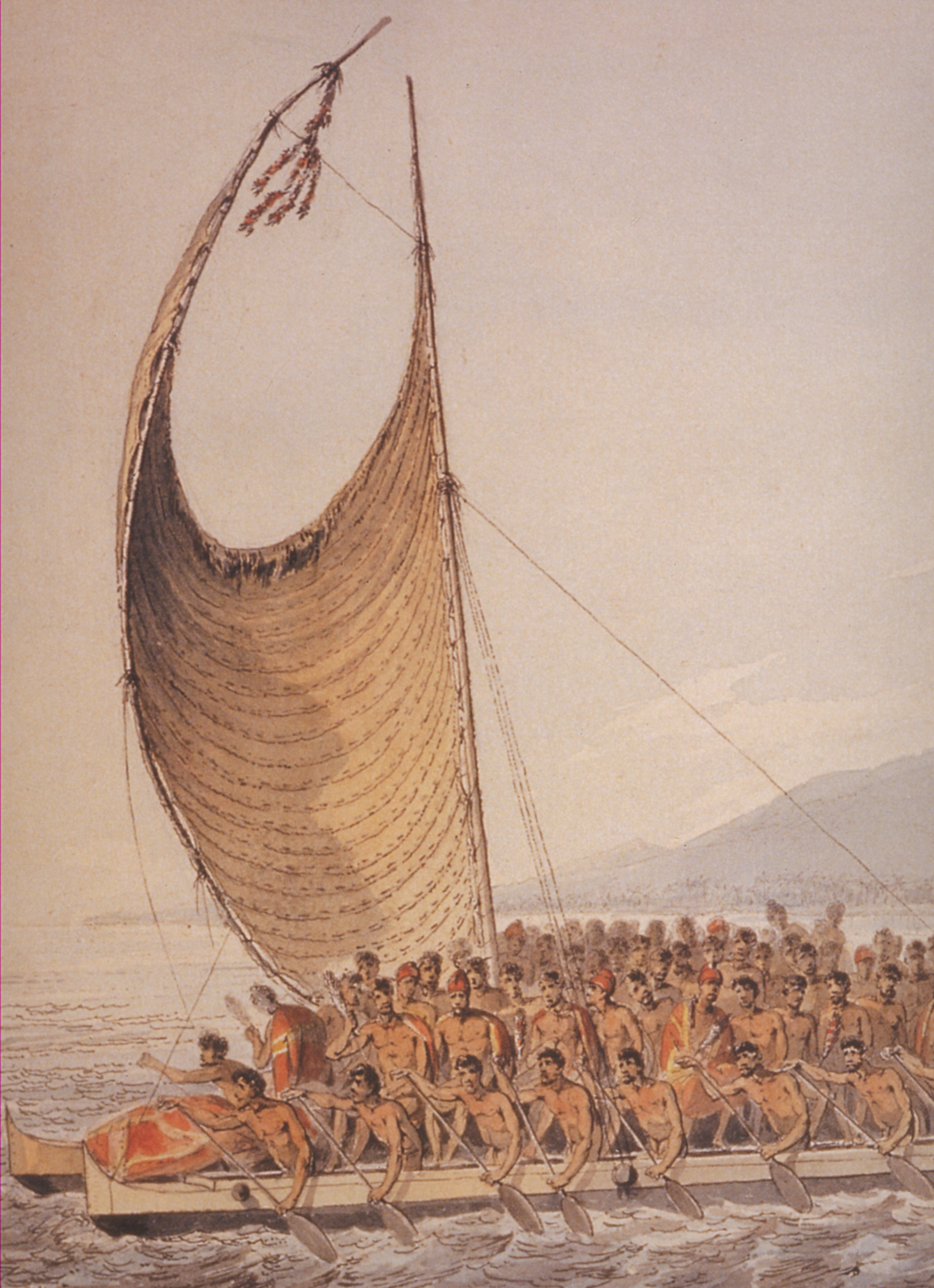
El rey Kalaniʻōpuʻu recibe a James Cook. Acuarela de John Webber, artista a bordo del barco de Cook.

James Cook no fue el primer occidental en visitar Hawái. Las enfermedades a las que los hawaianos carecían de inmunidad bien pudieron haberse propagado. Las pruebas de los huesos de una mujer joven enterrados en Oahu, fechados en algún momento entre el año 1422 y 1664 según datación por radiocarbono, indicaron que tenía sífilis congénita, una enfermedad que puede dejar una variedad de marcas distintivas en los huesos. La única explicación posible para la sífilis en la era pre Cook, se encuentra referencia en los relatos tradicionales hawaianos de naufragios extranjeros, así como la presencia de cuchillas de metal vistas por James Cook al desembarcar en Kauai, que más tarde se creyó que podían provenir de marineros japoneses. La sífilis fue introducida en Japón alrededor de 1512 por marinos que contrajeron la enfermedad en China. En 1600, aproximadamente el 39.4 % de los hombres japoneses contrajeron la sífilis.

### Naufragios
La tradición hawaiana no registra las nacionalidades de los naufragios en Maui en Kiwi, Kona en Hawái o Kauai —la leyenda dice que los náufragos vivieron juntos con los nativos y tuvieron hijos con hawaianos— excepto para caracterizarlos como personas blancas que llegaron entre los años 1521-1530. Muchos eruditos, sin embargo, creyeron que eran españoles. Los registros de los marineros japoneses que se transmitieron a su tierra natal durante la era Kamakura indican que los barcos japoneses estuvieron en el punto de Makapu'u en la isla de Oahu en el año 1258. Además, en 1270, un grupo separado de marineros japoneses llevaron caña de azúcar a tierra en Kahului, Maui.
Hay muchos paralelismos entre las culturas hawaiana y japonesa; la similitud de los cuchillos japoneses con las cuchillas de hierro en posesión de los hawaianos en el momento del primer desembarco de Cook en Kauai es un buen ejemplo. Se pensó que se habían desarrollado a través del contacto cultural, muy probablemente a través de viajes desde Japón hasta Hawái en el período 1550-1630. Las prácticas de envío del shogunato japonés fueron altamente reguladas y muestran que hubo hasta una docena de viajes exitosos a Hawái desde Japón entre 1600 y 1778.

## Contacto occidental

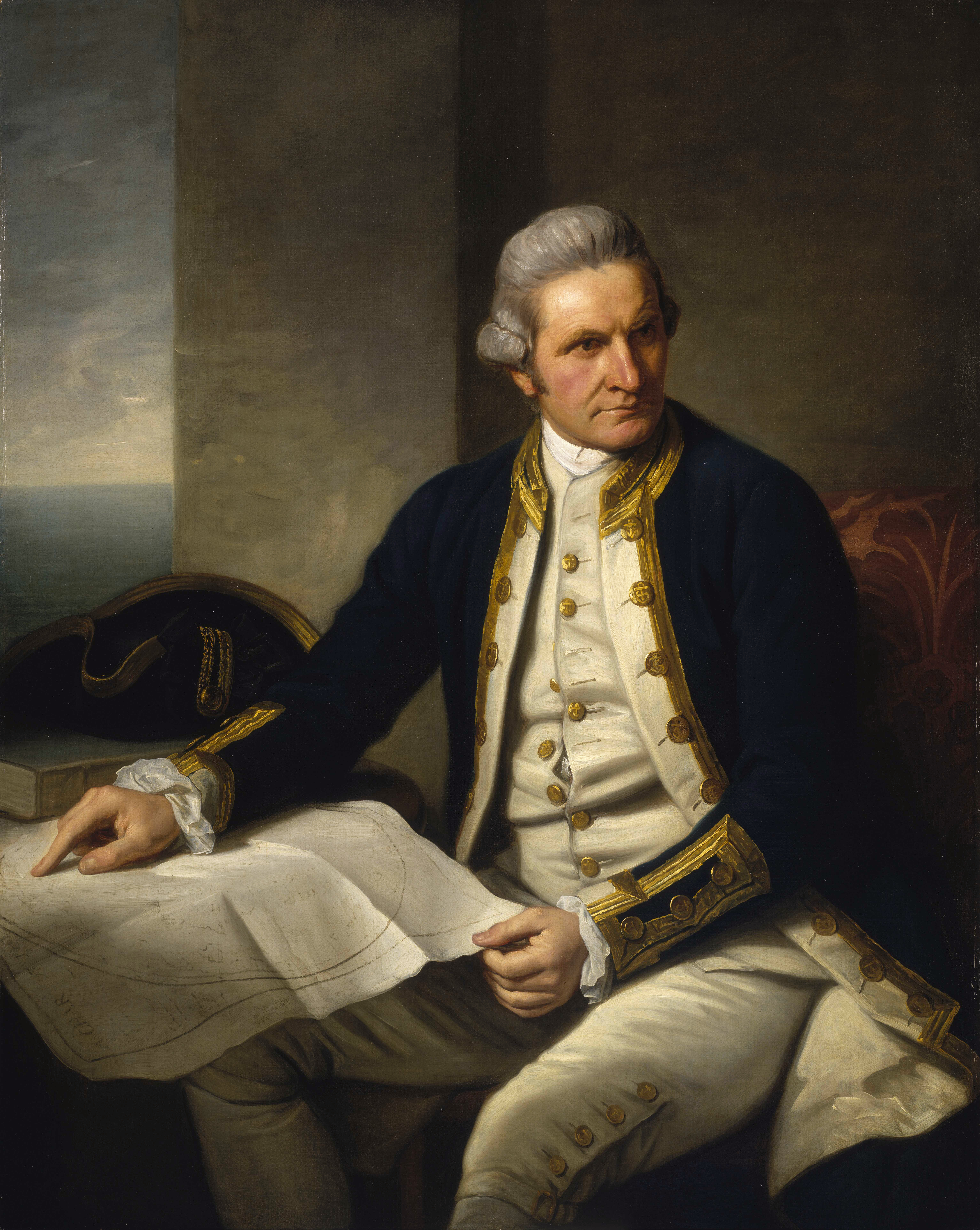
Retrato oficial de James Cook

Los factores económicos y demográficos en los siglos XVIII y XIX remodelaron el Reino de Hawái. Con enfermedades desconocidas como la peste bubónica, la lepra, la fiebre amarilla, la disminución de la fertilidad, la alta mortalidad infantil (infanticidio), la introducción de alcohol y la emigración de las islas o hacia ciudades más grandes para trabajos comerciales, los nativos del reino de Hawái disminuyeron de alrededor de 150 000. 1778 a 71 000 para 1853. Alternativamente, frente a la despoblación y una economía cambiante Kamehameha I, y otros buscaban comerciantes, incluyendo navegantes, herreros, armeros, carpinteros, fabricantes de velas, etc. Estos hombres podían esperar recibir un regalo de tierra y uno o más nativos.

### Rápida despoblación
La rápida despoblación de los hawaianos se debió a muchas causas. El misionero William Ellis describió pueblos desiertos y recintos abandonados que atribuyó a «las guerras frecuentes y desoladoras durante el reinado de Kamehameha I, los estragos de una peste traída en primera instancia por barcos extranjeros, que se produjo dos veces durante el período [1778-1823] desoló a través de las islas, la terrible prevalencia del infanticidio y el aumento melancólico y las consecuencias destructivas de la depravación y el vicio». De lo contrario, el estadístico estatal de Hawái Robert C. Schmitt explicó la grave despoblación como resultado de la disminución de la fertilidad, la alta mortalidad infantil y la emigración.
El sistema de aduanas y uso de la tierra de los hawaianos también causó una espiral descendente en la población de la cual luego de las enfermedades no pudieron recuperarse. En primer lugar, los hawaianos practicaron el control de la población con infanticidio, aborto y cosas similares. Según una estimación de William Ellis en 1823, casi dos tercios de los bebés fueron asesinados. No fue hasta que la ley de 1850 que aborto y el infanticidio se convirtió en ilegal. En segundo lugar, la unidad familiar se centraba en un punahele o niño favorecido; un primogénito que heredaría la propiedad de los abuelos y continuaría con el grupo kupana kin. En este sistema, los abuelos también fueron responsables de alimentar no únicamente a sus hijos, sino también a los hijos de sus hijos. Otras familias simplemente no podían acomodarse a crecer a menos que se cedieran nuevas tierras de un grupo kapuna o solicitaran nuevas tierras con el konohiki local y se pagaran con renovados actos de sumisión. Durante el siglo XIX, los jóvenes adultos no encontraron otras cosas que hacer que ir a la servidumbre como un siervo. Artemis Bishop en Ewa en 1845 declaró, «los jóvenes de ambos sexos son ociosos de un carácter inútil y dependen, en la mayoría de los casos, de otros para su alimentación diaria. Apenas hay un joven verdaderamente respetable y trabajador de edad adulta, entre las clases sin educación». En última instancia, la unidad familiar en la cultura hawaiana simplemente se formó más como reemplazo que como producción.

### Industria de la caza de ballenas
Entre 1820 y 1845, la participación comercial de los estadounidenses en Hawái aumentó y también lo hizo la industria ballenera. Entre los primeros barcos en 1819 en la década de 1840, había unos 400-500 barcos que realizaban visitas semestrales a las islas en su camino de regreso a los puertos de Nueva Inglaterra para provisiones, ocio o trabajo. Por ejemplo, un censo de 1840 en Nantucket, Massachusetts, que era un centro de barcos balleneros, indica que 793 nativos hawaianos habían emigrado allí.

## Inmigración
Con menos nativos para trabajar en las plantaciones de azúcar y la rápida despoblación frente la emigración de barcos y balleneros, los reclutadores comenzaron a desplegarse en Asia y Europa para obtener más mano de obra masculina. Como resultado, entre 1850 y 1900, unos 200 000 trabajadores de China, Japón, Corea, Filipinas, Portugal, Alemania, Noruega y otros países llegaron a Hawái con contratos. Esto diversificó enormemente las islas. Si bien la mayoría abandonó las plantaciones de azúcar a tiempo, los emigrantes consideraban a Hawái como un lugar para ganar dinero en lugar de establecerse y criar familias —únicamente había una mujer china por cada diecisiete hombres chinos—.
En respuesta a la creciente inmigración, el rey Kamehameha V estableció la Junta de Inmigración para controlar la importación de mano de obra extranjera. Aunque era crítico que los trabajadores masculinos chinos fueran tratados como esclavos y azotados, el gobierno hawaiano afirmó que el objetivo principal era reforzar la población de la mano de obra para combatir la alta mortalidad y la despoblación de las islas. En 1881, sin embargo, se prohibió la inmigración de hombres chinos por un período, debido al maltrato y explotación.
A pesar de la prohibición de la inmigración, todavía había un gran número de chinos y japoneses que se quedaron después de que sus contratos terminaran, creando un pequeño barrio chino en Honolulu. En 1893, los trabajadores varones chinos y japoneses representaban el 51,9 % de la población. Una vez que Hawái fue anexada en 1900, la ley federal se aplicó y prohibió aún más la inmigración china. Los coreanos inmigraron hasta 1905, y en 1908, un total de 180 000 trabajadores japoneses ya habían llegado, aunque después, no se permitió el ingreso de más japoneses. Finalmente, 50 000 trabajadores japoneses permanecieron permanentemente.
En documentos registrados de 1852 a 1875 indican que, en total, llegaron 56 720 chinos durante ese período de tiempo, sin embargo, hubo miles de duplicados en el número de registros de llegadas debido al reingreso de los que habían abandonado las islas y habían regresado. El primer censo de Estados Unidos en 1900 documentó a la población de chinos en 22 296 hombres y 3 471 mujeres.

## Tabla
| Fecha        | Población          | Notas                                                                                      |
| ------------ | ------------------ | ------------------------------------------------------------------------------------------ |
| 1000 a 1219. | ~100               |                                                                                            |
| 1219–1450    | hasta 160 000      |                                                                                            |
| 1450–1500    | ~110 000 a 160 000 | Construcción del pico de heiau, así como la quema agrícola de tierras para la agricultura. |
| 1500–1600    | ~150 000           | Disminución de la quema agrícola hasta ~1600.                                              |
| 1600–1700    | ~96 000            | La población disminuyó.                                                                    |
| 1600–1778    | ~128 000           | La población se recuperó.                                                                  |
| 1778         | ~128 000           |                                                                                            |
| 1805         | 112 000 a 150 000  |                                                                                            |

| Año  | Población | Notas |
| ---- | --------- | --- |
| 1831 | 130 313   | El primer censo fiable se tomó en 1831-1832.                                                                                    |
| 1835 | 108 579   | El segundo censo misionero se toma en 1835-1836:                                                                                |
| 1850 | 82 000    | |
| 1853 | 73 134    | |
| 1872 | 56 897    | |
| 1878 | 57 985    | |
| 1884 | 80 578    | |
| 1890 | 89 990    | |
| 1900 | 154 001   | Alrededor del 25 % hawaiano / parte hawaiano; 40 % japonés; 16 % chino; 12 % portugués; y alrededor del 5 % de otros caucásicos |